# آدام بویز
آدام بویز (انگلیسی: Adam Boyes؛ زادهٔ ۱ نوامبر ۱۹۹۰) بازیکن فوتبال اهل بریتانیا است.
از باشگاه‌هایی که در آن بازی کرده‌است می‌توان به باشگاه فوتبال یورک سیتی، باشگاه فوتبال اسکانتورپ یونایتد، باشگاه فوتبال بارو، باشگاه فوتبال گیتزهد، باشگاه فوتبال کیدرمینستر هاریرس، باشگاه فوتبال بوستون یونایتد، و باشگاه فوتبال گایزلی اشاره کرد.
وی همچنین در تیم ملی فوتبال England C بازی کرده‌است.